# Джанджгава, Лаша Анзорович
Лаша Анзорович Джанджгава (груз. ლაშა ანზორის ძე ჯანჯღავა; род. 5 мая 1970) — грузинский шахматист, гроссмейстер (1990).
В составе сборной Грузии участник 4-х Олимпиад (1992—1998).

## Изменения рейтинга
| Графики недоступны из-за технических проблем. См. информацию на Фабрикаторе и на mediawiki.org. |